# Jackson Pollock
Paul Jackson Pollock (/ˈpɒlək/ Cody, Wyoming; 28 de enero de 1912-Springs, Nueva York; 11 de agosto de 1956) fue un influyente pintor estadounidense y principal artista del expresionismo abstracto. Pollock alcanzó reconocimiento por su estilo de chorrear pintura (dripping).
Fue autor de 400 pinturas y alrededor de 500 dibujos. En 1945 se casó con la artista estadounidense Lee Krasner, quien se convirtió en una influencia importante en su carrera y en su legado. Pollock era una persona aislada y con una personalidad volátil. Sufrió de graves problemas de alcoholismo a los cuales se enfrentó durante toda su vida, lo que le llevó a la muerte en un accidente automovilístico al conducir en estado de ebriedad a los 44 años de edad.
En el año 2000, una película basada en su vida, titulada Pollock, dirigida y protagonizada por Ed Harris, ganó un Premio Óscar.

## Biografía

### Primeros años (1912-1930)
Pollock nació en Cody (Wyoming) en 1912, era el más joven de cinco hermanos. Sus padres, Stella May McClure y LeRoy Pollock, eran oriundos de Tingley (Iowa). Su padre nació con el apellido McCoy pero tomó el apellido de sus padres adoptivos. Los Pollock eran vecinos de la familia McCoy y adoptaron a LeRoy después de la muerte de sus padres. Stella y LeRoy eran presbiterianos y de ascendencia irlandesa y escocesa-irlandesa respectivamente. LeRoy Pollock era inicialmente granjero y posteriormente trabajó de agrimensor para el gobierno, desplazándose con su familia según el trabajo lo requería. Jackson creció en Arizona y Chico, California.
Mientras vivía en Echo Park, Los Ángeles, Pollock se inscribió en la Preparatoria de Artes Manuales de Los Ángeles, sin embargo fue expulsado de la misma; Pollock ya había sido expulsado de otra preparatoria en 1928. Durante los primeros años de su vida, Pollock exploró la cultura de los Pueblos nativos de los Estados Unidos mientras acompañaba a su padre en sus viajes.

### Nueva York y comienzos artísticos (1930-1940)
En 1930 (siguiendo los pasos de su hermano mayor Charles Pollock) se mudó a Nueva York donde estudió junto con su hermano y bajo la tutela del pintor Thomas Hart Benton en el Art Students League of New York. Las conversaciones sobre la América rural de Benton tuvieron poca influencia en Pollock, sin embargo su uso rítmico de la pintura y feroz independencia marcaron al artista. De 1938 a 1942, durante la Gran Depresión, Pollock .trabajó para el Federal Art Project Works Progress Administration.
Tratando de lidiar con su problema de alcoholismo, Pollock se sometió a psicoterapia junguiana con el Dr. Joseph L. Henderson entre 1938 y 1941 y posteriormente con la Dra. Violet Staub de Laszlo en 1941-1942. Henderson lo enganchó a través de su arte, alentándolo a hacer dibujos. Los conceptos y arquetipos junguianos quedaron expresados en sus pinturas. Recientemente, algunos historiadores han indicado que es posible que Pollock padeciese de un desorden bipolar.

### Mural y mudanza a Springs (1940-1947)
Pollock firmó un contrato con Peggy Guggenheim en julio de 1943. Recibió el encargo de crear la obra Mural (1943), que mide 2.43 x 6.04 m, para la entrada de la nueva casa de Guggenheim. Como sugerencia de su amigo y consejero Marcel Duchamp, Pollock pintó esta obra en un lienzo en lugar de la pared para que la obra fuera portátil. Después de ver el mural, el crítico de arte Clement Greenberg escribió: «Le eché un vistazo y pensé, "esto sí es arte extraordinario" y supe que Jackson era el pintor más grande que este país ha producido».

### Periodo Action Painting (1947-1952)
En octubre de 1945, Pollock se casó con la pintora estadounidense Lee Krasner y en noviembre se mudaron a las afueras de la ciudad a Springs (Nueva York) en el área de east Hampton en la costa sur de Long Island. Con ayuda de un préstamo de Peggy Guggenheim, pudieron comprar una casa con un granero de madera en el número 830 de la calle Springs Fireplace. Pollock convirtió el granero en su estudio y en ese espacio perfeccionó su técnica de pintura de grandes "salpicaduras", con la que se sentiría permanentemente identificado.
Pollock fue introducido al uso de pintura líquida en 1946 en un seminario experimental impartido por el muralista mexicano David Alfaro Siqueiros. Más tarde, utilizó el vertido de pintura como una de varias técnicas en lienzos de principios de la década de 1940 como en Macho y Hembra y Composición Vertida I. Después de mudarse a Springs, comenzó a pintar con los lienzos recostados en el suelo del estudio y desarrolló su técnica de salpicar pintura.
Comenzó a utilizar pinturas con base en una novedosa resina sintética llamada barniz alkyd. Pollock describía estas pinturas como más que una simple herramienta de trabajo, "un resultado natural salido de una necesidad". Utilizaba pinceles endurecidos, varas, y jeringas para aplicar la pintura. La técnica de Pollock de verter y salpicar pintura es reconocida como uno de los orígenes del action painting (pintura de acción). Con esta técnica, Pollock logró un medio inmediato para crear arte: la pintura fluía literalmente desde la herramienta de su elección hacia el lienzo. Al desafiar las convenciones de pintura en una superficie vertical, él añadió una nueva dimensión al ser capaz de ver y aplicar pintura a sus lienzos desde todas direcciones.
Una posible influencia en el trabajo de Pollock era el trabajo de la artista ucraniana-estadounidense Janet Sobel (1894-1968) (originalmente Jennie Lechovsky). Peggy Guggenheim incluyó el trabajo de Sobel en su Galería, "El Arte de este Siglo" en 1945. Junto con Jackson Pollock, el crítico Clement Greenberg vio la obra de Sobel en la galería en 1946. En su ensayo "American-Type Painting" ("Pinturas Tipo-Americanas"), Greenberg destacó que esas obras eran las primeras pinturas "all over" (cobertura total de la superficie) que él había visto y dijo que "Pollock admitió que esas pinturas habían causado una impresión en él".
Mientras pintó de este modo, Pollock dejó la representación figurativa y desafió la tradición occidental de utilizar caballete y pinceles. Para pintar utilizaba la fuerza de todo su cuerpo, la cual quedaba expresada en sus lienzos. En 1956 la revista Time apodó a Pollock "Jack el salpicador" ("Jack the Dripper", en referencia a Jack The Ripper) un famoso asesino serial de reino unido, debido a su técnica de pintar. Sobre esto Pollock dijo:

"Mis pinturas no vienen de un caballete. Prefiero fijar el lienzo nuevo a una pared o en el suelo. Necesito la resistencia de una superficie dura. En el suelo me siento más tranquilo. Me siento más cerca, más parte de la pintura, ya que de esta manera puedo caminar alrededor de ella, trabajar desde cuatro lados y literalmente "estar" en la pintura.

Continúo alejándome de las herramientas tradicionales de los pintores como los caballetes, las paletas y pinceles, etc. Prefiero varitas, palas de jardinero, cuchillos y pintura diluida o impasto con arena, vidrios rotos o cualquier otro material añadido.

Cuando estoy "dentro" de mi pintura, no soy consciente de lo que estoy haciendo. Tan solo después de un periodo de "aclimatación" me doy cuenta de lo que ha pasado. No tengo miedo a hacer cambios, destruir la imagen, etc., porque la pintura tiene vida propia. Intento dejarla salir. Es sólo cuando pierdo contacto con la pintura cuando el resultado es un desastre. De lo contrario es armonía pura, un sencillo dar y recibir, y la pintura resulta bien."

Pollock observó las muestras de pintura en arena de los navajo en 1940 y refiriéndose a este estilo de pintar en el suelo, Pollock declaró: 

Me siento más cerca, más parte de la pintura, ya que de esta manera puedo caminar alrededor de ella, trabajar desde cuatro lados y estar literalmente en la pintura. Esto es propio de los métodos de pintura en arena de los indios del Oeste.

 Otras influencias sobre su técnica de salpicaduras provienen de los muralistas mexicanos y del automatismo surrealista. Pollock se negaba a confiar en "los accidentes", usualmente tenía una idea de cómo quería que se viera cada obra en particular. Su técnica combinaba el movimiento de su cuerpo, que podía controlar, con el flujo viscoso de la pintura, la fuerza de gravedad y el lienzo. Era una mezcla de factores controlables e incontrolables. Arrojar, salpicar, verter y gotear, Pollock se movía con energía alrededor del lienzo como si fuera una danza y no se detenía hasta que veía lo que quería ver.

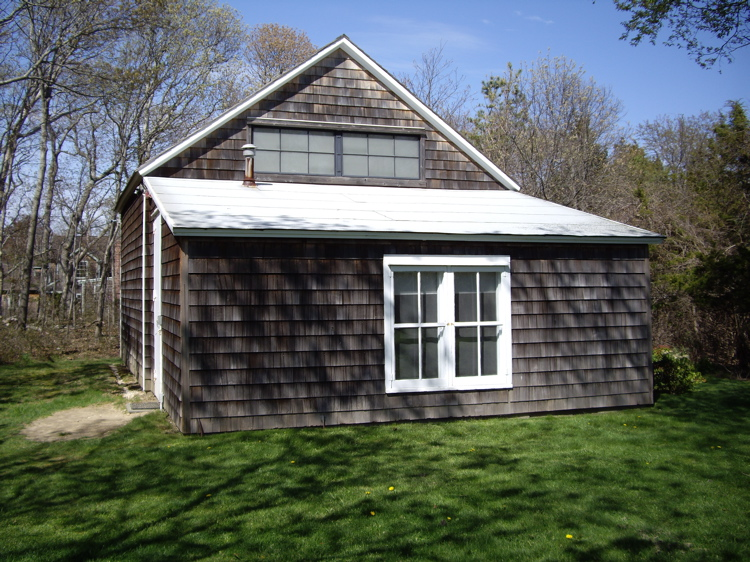
El estudio de Pollock en Springs, New York

En 1950, Hans Namuth, un joven fotógrafo, quería tomar fotos de Jackson pintando (moviéndose y quieto). Pollock prometió comenzar a realizar una pintura nueva especialmente para la sesión fotográfica, pero cuando Namuth había llegado, Pollock tuvo que disculparse, pues ya había terminado la pintura. 
Namuth, cuando entró al estudio de Pollock, dijo:

Un lienzo fresco cubría el suelo entero... había un silencio absoluto... Pollock miraba su pintura. Después, inesperadamente, cogió una lata de pintura y un pincel y comenzó a moverse alrededor del lienzo. Era como si de repente se hubiera dado cuenta que la pintura no estaba terminada. Sus movimientos, lentos al principio, gradualmente se hicieron más rápidos mientras él arrojaba pintura negra, blanca y roja sobre el lienzo. Olvidó por completo que Lee y yo estábamos presentes; parecía no escuchar los disparos de la cámara... mi sesión fotográfica duró hasta que terminó de pintar, más o menos hora y media. En todo ese tiempo Pollock no se detuvo. ¿Cómo podía uno seguirle el paso a este nivel de actividad? Finalmente dijo, "ya está".

Las mejores pinturas de Pollock... revelan que sus líneas "por todos lados" no dan origen a áreas positivas o negativas: no nos hace sentir que una parte del lienzo demanda ser traducido como una figura, ni abstracta ni representativa, contra otra parte del lienzo traducida como suelo. No hay un adentro ni un afuera en la línea de Pollock ni en el espacio en el que se mueve... Pollock se las arregló para liberar a su línea de representar objetos en el mundo, y también de su tarea de describir o contener formas o figuras, ya sean abstractas o representativas, en la superficie del lienzo.
Karmel, 132

En el siglo XXI, los físicos Richard Taylor, Adam Micolich y David Jonas estudiaron las obras y técnicas de Pollock y expresaron que algunas obras muestran propiedades de fractales matemáticos. Además, aseguraron que sus trabajos aumentan en cualidades fractales conforme Pollock iba avanzando en su carrera. Los autores especulan que Pollock pudo haber tenido una intuición de la naturaleza de los movimientos de la Teoría del caos y trató de expresar ese caos matemático, más de diez años antes de la propuesta de esta teoría. Su trabajo fue utilizado para tratar de evaluar la autenticidad de algunas obras que se decían eran Pollocks.
Otros expertos contemporáneos han sugerido que Pollock pudo haber intentado imitar teorías de esa época para darle una cierta profundidad a sus pinturas que nunca se había visto en el arte.

### Últimos años y muerte (1952-1956)
Las pinturas más famosas de Pollock fueron hechas durante el "Periodo de goteo" entre 1947 y 1952. Escaló rápidamente a la fama después de un artículo de cuatro páginas en 1949 en la revista Life, en la que se hizo la pregunta "¿Acaso es él el pintor vivo más grande de los Estados Unidos?". En el pico de su fama Pollock abandonó abruptamente su estilo de goteo.

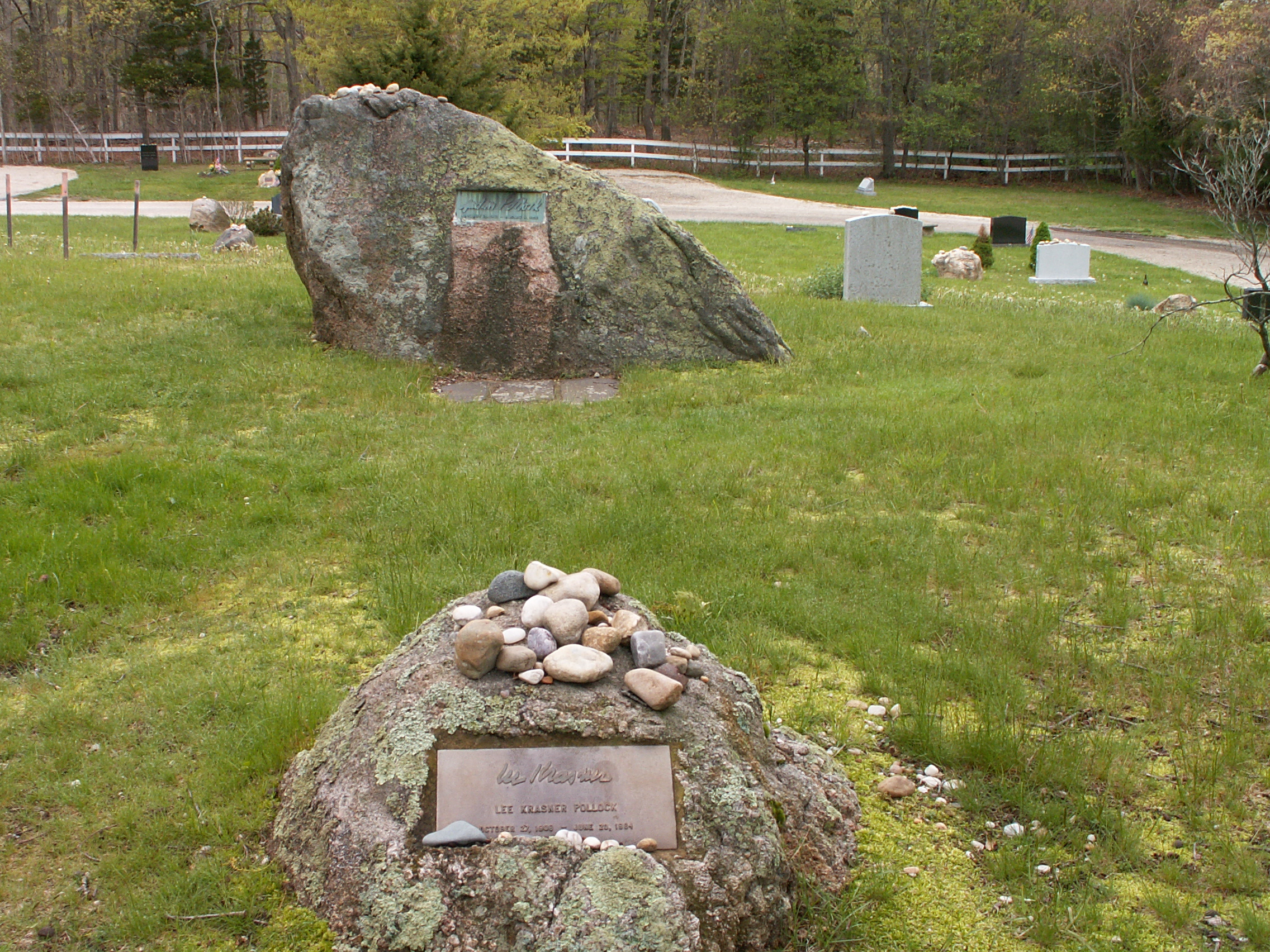
La lápida de Jackson Pollock con la tumba de Lee Krasner frente al cementerio Green River

Después de 1951, el trabajo de Pollock fue de colores más oscuros, como su colección pintada con negro sobre lienzos crudos. Posteriormente, volvió a utilizar color y re-introdujo elementos figurativos. Durante este periodo, Pollock se cambió a una galería más comercial debido a que había mucha demanda de su trabajo por parte de coleccionistas. En respuesta a esta presión, unido a frustraciones personales, su problema de alcoholismo se hizo más profundo.
En 1955, Pollock realizó sus últimas dos pinturas, Aroma y Búsqueda. El artista no pintó nada en 1956, pero estaba realizando esculturas de alambre, gasa y escayola en la casa del escultor Tony Smith. Formadas con el método de molde de arena, tenían superficies con mucha textura, similares a lo que Pollock creaba en sus pinturas.
El 11 de agosto de 1956, a las 22:15 horas, Pollock murió en un accidente automovilístico en su Oldsmobile convertible debido a que conducía bajo la influencia del alcohol. Edith Metzger, una de las pasajeras, también murió en el accidente. La otra pasajera, Ruth Kligman, artista y amante de Pollock, sobrevivió al siniestro.
Por el resto de su vida, la viuda Lee Krasner se encargó de los asuntos del artista y se aseguró de que la reputación de Pollock se mantuviera fuerte a pesar de las tendencias cambiantes del mundo del arte. La pareja está enterrada en el Cementerio de Green River en Springs, con una gran lápida marcando la tumba de Pollock y una más pequeña marcando la de ella.

## De nombrar a numerar
En su esfuerzo por evadir la búsqueda de elementos figurativos por parte del espectador, Pollock abandonó los títulos y comenzó a numerar sus obras. Lo que dijo al respecto fue: "...miren pasivamente y traten de recibir lo que la pintura les ofrece y no traigan temas ni ideas preconcebidas de lo que deberían estar buscando". La esposa de Pollock, Lee Krasner, dijo que él "Solía darle nombres convencionales a sus pinturas... pero ahora tan solo las numeraba. Los números son neutrales. Hacen que las personas vean a la pintura por lo que es, pintura pura".

## Problemas de autenticidad
El comité de autenticación Pollock-Krasner fue creado por la Fundación Pollock-Krasner en 1990 para evaluar trabajos que fueron encontrados recientemente para un suplemento al catálogo de 1978. Sin embargo, en ocasiones anteriores, la fundación Pollock-Krasner se rehusó involucrarse en casos de autenticación.
En el 2003, 24 pinturas y dibujos parecidos a los de Pollock, fueron encontrados dentro de un casillero en Wainscott (Nueva York). Un debate inconcluso continua sobre si son o no Pollocks originales. Esto requeriría un análisis de consistencia geométrica de las salpicaduras de Pollock a nivel microscópico, para luego ser comparadas con el descubrimiento que demostraba que los patrones de las pinturas de Pollock se hacían más complejas con el tiempo. Los análisis de las pinturas realizados por investigadores de la Universidad de Harvard mostraron la presencia de un pigmento sintético patentado en 1980 entre otros materiales que no estaban disponibles en la época de Jackson Pollock. En el 2007, un museo itinerante fue montado con una exhibición de dichas pinturas y se acompañaba del libro Pollock Importa, escrito por Ellen G. Landau, una de cuatro expertos del panel de autenticación de la Fundación Pollock-Krasner desde 1990 y Claude Cernuschi, un especialista del Expresionismo abstracto. En el libro, Ellen Landau demuestra todas las conexiones que existen entre la familia que posee las pinturas y la vida de Jackson Pollock con el propósito de colocar a las pinturas en el contexto histórico apropiado. Landau también presenta los hallazgos forenses de la Universidad de Harvard y presenta posibles explicaciones para las inconsistencias que se hallaban en las 24 pinturas.
En el 2006, el documental titulado ¿Quién demonios es Jackson Pollock? se basó en la figura de Teri Horton, un camionero que en 1992 compró una pintura abstracta por 5 dólares en una tienda de segunda mano en California. Esta obra podría ser un Pollock, sin embargo, su autenticidad sigue debatiéndose.
Untitled 1950, la cual fue vendida por la galería neoyorquina Knoedler Gallery en el 2007 por 17 millones de dólares a Pierre Lagrange, un multimillonario londinense, fue sujeta a un examen de autenticidad ante la United States District Court for the Southern District of New York. Aunque estaba hecha con el estilo clásico de goteo y salpicadura y con la firma “J. Pollock,” la pintura de tamaño modesto (38,1 por 715,01 centímetros) contenía pigmentos de color amarillo que no estuvieron comercialmente disponibles hasta 1970. El proceso judicial se cerró tras un acuerdo confidencial en 2012.

## En la cultura popular y los medios
- En 1960, el álbum de Ornette Coleman Free Jazz: A Collective Improvisation tenía como portada una pintura de Pollock.
- Pollock influyó sobre la banda británica The Stone Roses: las portadas sus discos están hechas a base de pedazos de sus obras.[36]
- En el video "Innuendo" del álbum homónimo de la banda británica Queen, aparecen los 4 integrantes con estilos de pintura distintos, y es Roger Taylor quien está "dibujado" al estilo de Pollock.
- A principios de la década de 1990, tres grupos de cineastas se encontraban desarrollando proyectos biográficos de Pollock, cada uno basado en una fuente diferente. El proyecto que parecía más avanzado era un trabajo en equipo entre Barwood Films de Barbra Streisand y TriBeCa Productions de Robert De Niro (los padres de De Niro eran amigos de Krasner y Pollock). El guion de Christopher Cleveland iba a estar basado en la biografía oral de Jeffrey Potter de 1985: To a Violent Grave, una colección de recuerdos de los amigos de Pollock. Streisand iba a actuar en el papel de Lee Krasner, y De Niro en el de Pollock.
- El segundo iba a estar basado en Love Affair (1974), un libro de memorias escrito por Ruth Kligman, la amante de Pollock. Este iba a ser dirigido por Harold Becker, con Al Pacino en el papel de Pollock.[37]
- En el 2000, se estrenó la película biográfica Pollock, basado en la biografía Jackson Pollock: An American Saga, ganadora del Premio Pulitzer. Marcia Gay Harden ganó el Óscar a la mejor actriz de reparto por su representación de Lee Krasner. La película fue el proyecto de Ed Harris, quien protagonizó a Pollock además de dirigir el filme. Fue nominado al Óscar al mejor actor. La fundación Pollock-Krasner Foundation no autorizó ni colaboró con nada en la producción.[37]
- En septiembre de 2009, el historiador de arte Henry Adams, declaró en la revista Smithsonian que Pollock había escrito su nombre en la famosa pintura Mural (1943),[38] por lo tanto, la pintura está asegurada en $140 millones de dólares. En el 2011, el representante republicano del estado de Iowa Scott Raecker introdujo una propuesta de ley para forzar la venta de la pintura resguardada en la Universidad de Iowa para financiar becas, pero su propuesta de ley creó tanta controversia que fue rápidamente desechada.[10][39]
- En 2012 se lanzó la película Contrabando del realizador Baltasar Kormákur. En ella se muestra un lienzo de Pollock, avaluado en USD 120 000 000 de dólares, durante el robo a una transportadora de valores.
- En la película The Accountant figura un abstracto del autor, en posesión del personaje Karl Wolff, como enmienda de pago. Y culto de adoración personal por parte de él hacia el pintor.
- En el capítulo "Daria Dance Party" ("Daria de Rumba" en Latinoamérica) de la serie animada Daria, Quinn organiza un baile y contrata a Jane para decorar el gimnasio de la escuela. Además de utilizar la misma técnica en el decorado, se menciona que es un tributo a Jackson Pollock en uno de los carteles.

## Debate crítico
El trabajo de Pollock ha sido sujeto a varios debates críticos. El crítico Robert Coates describió las obras de Pollock como “explosiones desorganizadas de energía aleatoria, y por lo tanto carecen de significado".
En un famoso artículo publicado en 1952 en ARTnews, Harold Rosenberg utilizó el término "action painting" (pintura de acción), y escribió que «lo que debía estar en el lienzo no era una imagen, sino un evento. El gran momento llegó cuando se decidió a pintar 'solo por pintar'. El gesto del lienzo era de la liberación del valor, la estética, lo moral». Mucha gente asume que basó su paradigma de "pintura de acción" en Pollock.
Clement Greenberg apoyaba el trabajo de Pollock con bases formalistas. Encajaba con su visión de la historia del arte como una purificación progresiva de la forma y la eliminación del contexto histórico. Consideraba que las obras de Pollock eran las mejores pinturas hasta la fecha y la culminación de la tradición Occidental mediante el Cubismo y Cézanne a Manet.
Reynold's News dijo en un encabezado de 1959, "Esto no es arte, es una broma de mal gusto".
El Congress for Cultural Freedom, una organización dedicada a promover la cultura y valores estadounidenses apoyada por la CIA patrocinó exhibiciones del trabajo de Pollock. Algunos académicos de izquierda, principalmente Eva Cockcroft, han argumentado que el gobierno de los Estados Unidos y la élite adinerada apoyaban a Pollock y al Expresionismo Abstracto para colocar al país al frente del arte globalizado y devaluar el Realismo social. Cockcroft escribió que Pollock se había convertido en un "arma de la Guerra Fría".

## Obras
- 1942: Male and Female Philadelphia Museum of Art
- 1942: Stenographic Figure Museum of Modern Art
- 1943: Mural University of Iowa Museum of Art.
- 1943: Moon-Woman Cuts the Circle
- 1943: The She-Wolf Museum of Modern Art, New York
- (1943: Guardians of the Secret
- 1943: Blue (Moby Dick: Ohara Museum of Art
- 1945: Troubled Queen Museum of Fine Arts, Boston
- 1946: Eyes in the Heat Peggy Guggenheim Collection, Venice
- 1946: The KeyThe Sounds In The Grass Museum of Modern Art.
- 1947: Portrait of H.M. University of Iowa Museum of Art.
- 1947: Full Fathom Five Museum of Modern Art
- 1947: Cathedral
- 1947: Enchanted Forest, Peggy Guggenheim Collection
- 1947: Lucifer, San Francisco Museum of Modern Art
- 1948: Painting
- 1948: Number 5 (4 ft x 8 ft: Private collection
- 1948: Number 8
- 1948: Composition (White, Black, Blue and Red on White: New Orleans Museum of Art
- 1948: Number 19[44]
- 1948: Summertime: Number 9A Tate Modern
- 1949: Number 1 Museum of Contemporary Art, Los Ángeles
- 1949: Number 3
- 1949: Number 10 Museum of Fine Arts, Boston
- 1950: Number 1, 1950 (Lavender Mist: National Gallery of Art
- 1950: Mural on indian red ground, 1950 Tehran's Museum of Contemporary Art (TMOCA:
- 1950: Number 29, 1950 National Gallery of Canada
- 1950: One: Number 31, 1950 Museum of Modern Art
- 1950: No. 32
- 1951: Number 7 National Gallery of Art
- 1951: Black& White
- 1951: Marrón y plata I , Museo Thyssen-Bornemisza, Madrid
- 1952: Convergence Albright-Knox Art Gallery
- 1952: Blue Poles: No. 11, 1952 National Gallery of Australia
- 1953: Portrait and a Dream Dallas Museum of Art
- 1953: Easter and the Totem The Museum of Modern Art
- 1953: Ocean Greyness, Museo Salomon R. Guggenheim, Nueva York
- 1953: The Deep, Musée National d'Art Modern, París.

## El Mercado del Arte
En 1973, Postes Azules (Blue Poles: Number 11 en inglés), fue comprada por el gobierno australiano (Gough Whitlam) para la Galería Nacional de Australia en 2 millones de dólares (1.3 millones al momento de pagar). En ese momento, fue el precio más alto que se haya pagado por una pieza de arte moderno. La pintura es ahora una de las exhibiciones más populares en la galería. La primera vez que la pintura fue mostrada en Estados Unidos desde su compra, fue en una retrospectiva del Museo de Arte Moderno de Nueva York en 1998, dónde fue la pieza central de dicha exhibición.
En noviembre de 2006, la obra de Pollock, No. 5, 1948 se convirtió en la pintura más cara del mundo cuando esta se vendió de manera privada a un comprador anónimo en $140 millones de dólares. Otro récord fue establecido para el artista en el 2004, cuando No. 12 (1949), una pintura de "goteo" de tamaño mediano que había sido exhibida en el pabellón de Estados Unidos en el Bienal de Venecia, se vendió por 11.7 millones de dólares en Christie's, Nueva York. En el 2012, No. 28 (1951), una de las pinturas donde el artista combina el goteo con pinceladas en tonos de gris/plateado con salpicaduras de color rojo, amarillo, azul y blanco, fue vendida en Christie's en Nueva York por 20.5 millones de dólares (23 millones con los cargos adicionales) habiendo estimado su valor entre los 20 y 30 millones de dólares.
En el 2013 la pintura No. 19 (1948) fue vendida por Christie's en 58 363 750 millones de dólares durante una subasta que alcanzó los 495 millones de dólares en ventas en una noche. Christie's reportó que fue su récord actual como la subasta más cara de arte contemporáneo.

## La influencia de Pollock
La técnica de Pollock de pintar sobre un lienzo crudo fue adoptada por pintores de campos de color como Helen Frankenthaler y Morris Louis. Frank Stella utilizó la composición all-over ("en todas partes") como su sello distintivo en todos sus trabajos de los años sesenta. El artista de los happenings, Allan Kaprow, los escultores Richard Serra, Eva Hesse y muchos otros artistas contemporáneos han retenido el énfasis de Pollock en el proceso de creación; les influyó su acercamiento al proceso, no tanto el aspecto físico de la obra.

## Legado
La Pollock-Krasner House and Studio es propiedad de la Fundación Stony Brooks, un afiliado sin fines de lucro de la Universidad de Stony Brook.
Una organización aparte, la Pollock-Krasner Foundation, fue establecida en 1985. La fundación funge como el patrimonio oficial de Pollock y su viuda Lee Krasner, pero también, bajo los términos del testamento de Krasner, "Asiste a artistas con méritos que trabajan de manera individual y necesitan apoyo económico". El representante de copyright de los Estados Unidos de la Fundación Pollock-Krasner es la Artists Rights Society (ARS).
Lee Krasner donó los papeles del artista en 1983 a la Archives of American Art. Posteriormente, fueron archivados con los papeles de Lee Krasner. La Archives of American Art también resguarda los papeles de Charles Pollock, que incluyen correspondencia, fotografías y otros archivos relacionados con su hermano Jackson Pollock.
En diciembre de 1956, cuatro meses después de su muerte, Pollock fue conmemorado con una retrospectiva en el Museo de Arte Moderno de Nueva York (MoMA). En 1967 se organizó una exhibición más completa de sus trabajos en el mismo lugar. Entre 1998 y 1999, su trabajo fue laureado con una retrospectiva a gran escala en el MoMA de Nueva York y en el Tate Modern de Londres.